# Cerint (ciutat)
Cerint (grec antic: Κήρινθος) fou una ciutat de l'antiga Grècia situada a la costa nord-est de l'illa d'Eubea, a la vora d'un riu anomenat Budoros. Es deia que l'havia fundada Cotos, un atenès. Homer l'esmenta al Catàleg de les naus de la Ilíada.
Estrabó diu que a la seva l'època encara existia, però era un poblet molt petit. També l'esmenta Plini el Vell, que diu que havia estat una de les ciutats importants de l'illa en temps passats. En parla així mateix Claudi Ptolemeu.
Apol·loni de Rodes diu que era la pàtria de Cantos d'Eubea, un dels argonautes.